# Municipio de McKinney
El municipio de McKinney (en inglés: McKinney Township) es un municipio ubicado en el condado de Renville en el estado estadounidense de Dakota del Norte. En el año 2010 tenía una población de 63 habitantes y una densidad poblacional de 0,68 personas por km².

## Geografía
El municipio de McKinney se encuentra ubicado en las coordenadas 48°46′2″N 101°49′10″O / 48.76722, -101.81944. Según la Oficina del Censo de los Estados Unidos, el municipio tiene una superficie total de 92.86 km², de la cual 91,42 km² corresponden a tierra firme y (1,55 %) 1,44 km² es agua.

## Demografía
Según el censo de 2010, había 63 personas residiendo en el municipio de McKinney. La densidad de población era de 0,68 hab./km². De los 63 habitantes, el municipio de McKinney estaba compuesto por el 100 % blancos. Del total de la población el 0 % eran hispanos o latinos de cualquier raza.